# NGC 7479
NGC 7479 es una galaxia en la constelación de Pegaso. Su magnitud aparente es de 11,6 y su brillo superficial 13,5 mag/arcsec2. Fue descubierta el 19 de octubre de 1784 por el astrónomo William Herschel.
Es una galaxia espiral barrada de tipo SB(s)c con estructura muy asimétrica. Destaca su brillante y larga barra central en la que se está produciendo una elevada tasa de formación de estrellas, sobre todo hace 100 millones de años, además de un brote estelar compacto en su núcleo. Se encuentra a unos 105 millones de años luz de la Tierra.
Estudiada en ondas de radio, NGC 7479 muestra un chorro de materia de longitud 12 kiloparsecs, doblado respecto a la galaxia que se cree pudo haber surgido debido a la colisión y absorción de una galaxia menor hace 300 millones de años, cuyos restos parecen hallarse en la barra galáctica; otros estudios también que puede estar evolucionando bien a un tipo más temprano en la secuencia de Hubble, bien para convertirse en una Galaxia infrarroja luminosa.
El 27 de julio de 1990 se observó una supernova (SN 1990U) en esta galaxia.